# Muding
Muding (kinesiska: 木顶乡, 木顶) är en socken i Kina. Den ligger i provinsen Sichuan, i den sydvästra delen av landet, omkring 270 kilometer öster om provinshuvudstaden Chengdu. Antalet invånare är 9 462. Befolkningen består av 4 646 kvinnor och 4 816 män. Barn under 15 år utgör 16,0 %, vuxna 15-64 år 70 %, och äldre över 65 år 12,0 %.
Genomsnittlig årsnederbörd är 1 545 millimeter. Den regnigaste månaden är september, med i genomsnitt 280 mm nederbörd, och den torraste är december, med 8 mm nederbörd.